# St. Ottilia (Kühnhausen)

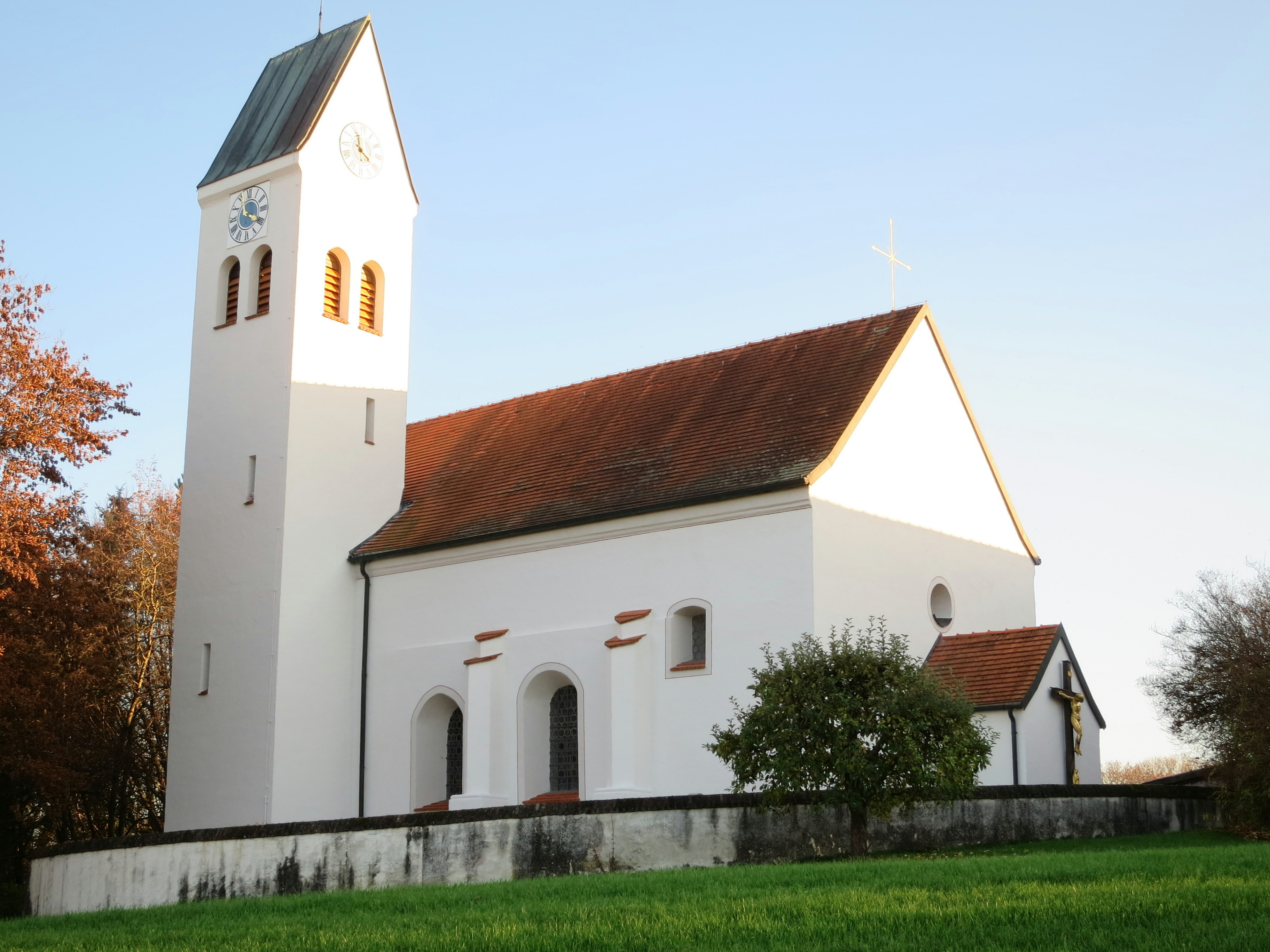
St. Ottilia in Kühnhausen

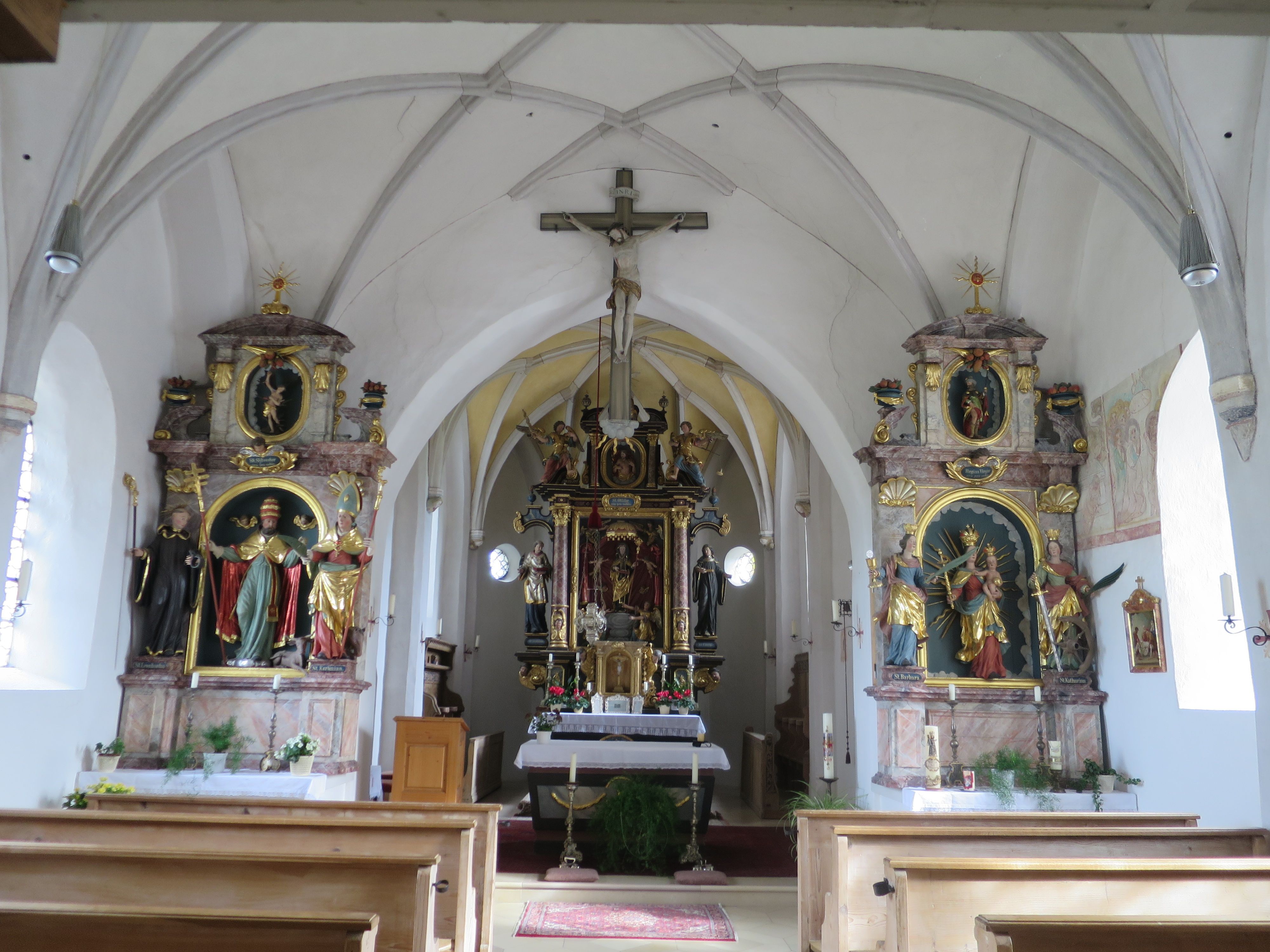
Blick zum Chor

Die römisch-katholische Filialkirche St. Ottilia steht in Kühnhausen, einem Gemeindeteil von Kranzberg im oberbayerischen Landkreis Freising. Das Bauwerk ist in der Liste der Baudenkmäler in Kranzberg als Baudenkmal unter der Nr. D-1-78-137-21 eingetragen. Die Kirche gehört zum Dekanat Freising im Erzbistum München und Freising.

## Beschreibung
Die spätgotische Saalkirche wurde unter Einbeziehung eines älteren Vorgängerbaus im 15. Jahrhundert errichtet. Im 17. Jahrhundert erfolgte die Erhöhung und Verlängerung des Kirchenschiffs. Die Kirche besteht aus dem von Strebepfeilern gestützten Langhaus zu drei Jochen, dem eingezogenen Chor mit Fünfachtelschluss im Osten, der Sakristei an der Südwand des Chors und dem 1911 an die Nordwand des Chors angebauten Chorflankenturm.
Zur Kirchenausstattung gehört ein Hochaltar, der von den Skulpturen des Stephanus und der Lucia von Syrakus flankiert wird. Im Altarretabel ist Odilia von Köln dargestellt.